# Minervén SC
Asociación Civil Minervén Bolívar Fútbol Club, zwykle znany jako Minervén, jest wenezuelskim klubem piłkarskim z siedzibą w mieście Puerto Ordaz. Klub rozgrywa swoje mecze nie tylko w Puerto Ordaz, ale również na znajdującym się w El Callao stadionie Estadio Hector Thomas, mogącym pomieścić 5000 widzów.

## Osiągnięcia
- Mistrz Wenezueli (1): 1995/96
- Wicemistrz Wenezueli (3): 1991/92, 1992/93, 1994/95

## Historia
Klub założony został 15 stycznia 1985 w Puerto Ordaz. Na skutek reorganizacji 27 lipca 2007 klub, zwący się dotychczas Minervén Fútbol Club zmienił nazwę na Asociación Civil Minervén Bolívar Fútbol.